# 杜甫江閣

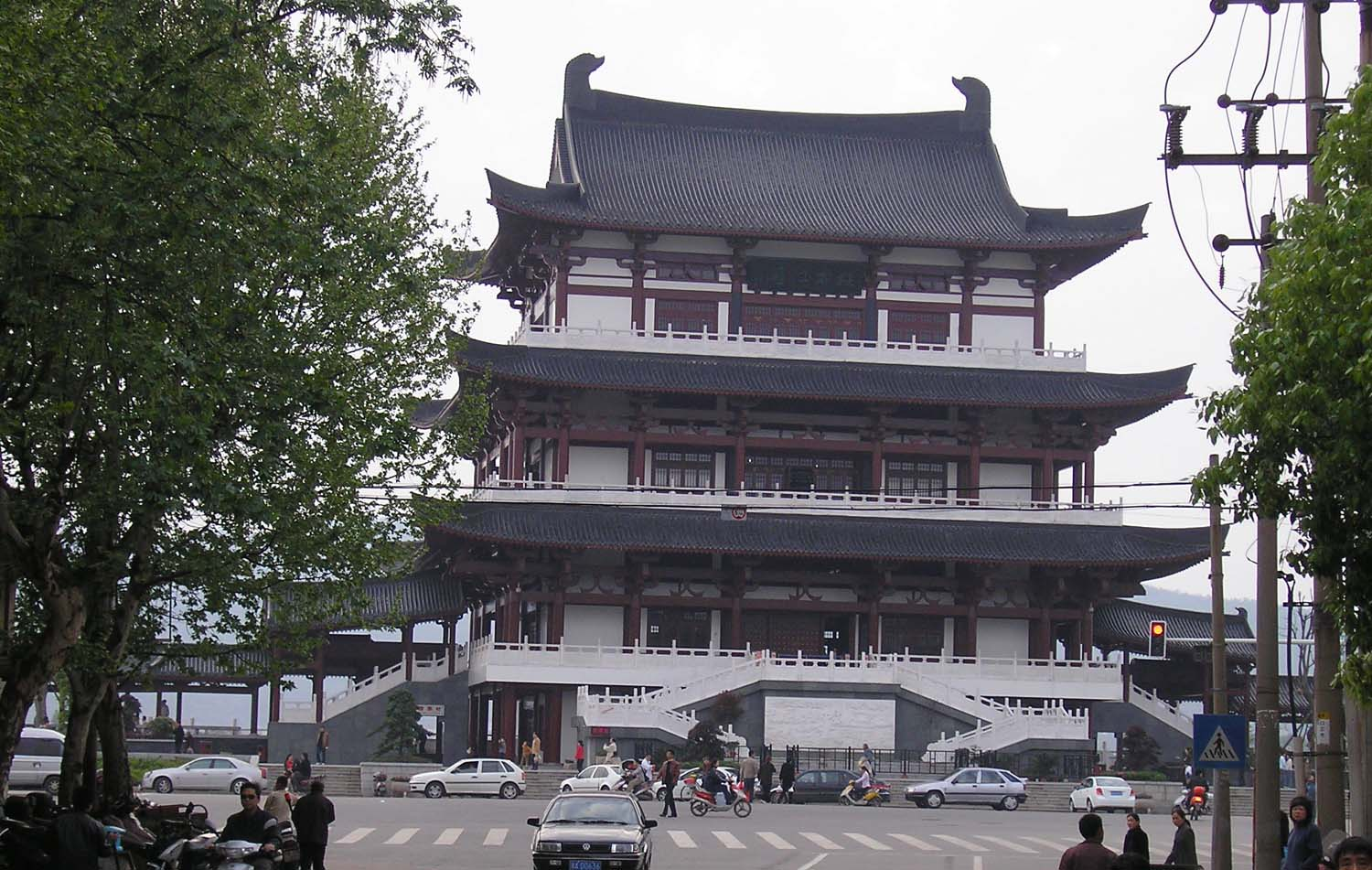
杜甫江閣主楼。

杜甫江閣（とほこうかく）は、中華人民共和国湖南省長沙市天心区坡子街街道にある楼閣。
湘江の東岸に建つ。高さ18メートルの四層の木造倣唐建築。面積3800平方メートル。